# دریاچه هاچ‌لی
دریاچه هاچ‌لی (انگلیسی: Lake Haçlı) یک دریاچه در استان موش کشور ترکیه است.